# North Turton
North Turton is een civil parish in het bestuurlijke gebied Blackburn with Darwen, in het Engelse graafschap Lancashire met 3867 inwoners.